# Beveren (Waregem)
Beveren (oficialmente : Beveren-Leie) é uma deelgemeente do município  de Waregem, província de Flandres Ocidental. Até Abril de 1977, era um município autónomo. A partir dessa altura, foi extinto e fundido com o de Waregem. 

## Geografia
Beveren é limitada pelas localidades de Ooigem, Desselgem, Deerlijk, Harelbeke (cidade) e Bavikhove. Graças à crescente urbanização as aglomerações de Beveren e Desselgem formam apenas uma.
O rio  Lys banha a localidade

## Etimologia
O nome Beveren talvez seja de origem  celta : o nome original, Brebona, significaria castor.

## História
Diversas descobertas datando de épocas pré-históricas e galo-romanas têm sido feitas no território desta localidade: Por exemplo, 800 moedas do períoso galo-romano datando de 260 foram descobertas em 1937.
O nome Beveren é mencionado pela primeira vez em  964 por uma carta do rei de França  Lotário.

## Presidentes de câmara/Prefeitos
- 1796-1797 : Jacobus Anthonius Bouckaert
- 1798-1819 : Jan Eugeen de Brabandere
- 1820-1822 : Antonius-Josephus Deconinck
- 1822-1831 : Franciscus Terrijn
- 1832-1835 : Joseph Vervaeke
- 1836-1854 : Jan Baptist De Brabandere
- 1855-1857 : Joseph Vervaeke
- 1858-1870 : Felix Van Rijsselberghe
- 1871-1884 : Ernest Van Rijsselberghe
- 1885-1891 : Ivo Vantomme
- 1891-1895 : Jules Coussement (suppléant)
- 1895-1921 : Jules Coussement
- 1921-1938 : Odilon Coussement
- 1939-1941 : Theofiel Callens
- 1942-1944 : Aloïs Bijttebier
- 1945-1946 : Theofiel Callens
- 1947-1970 : Jules Callens
- 1971-1976 : Frans Christiaens

## Monumentos
- Igreja de Saint-Jean-Baptiste (velha)
- Igreja de Saint-Jean-Baptiste (nova)
- La casa comunal
- Uma estátua do artista Willem Vermandere
- Reserva natural de  De Zavelputten

## Personalidades nascidas na localidade
- Leonard Lodewijk De Bo, pastor et dialectólogo nascido em  1826 e falecido em  Poperinge em 1885 ;
- Jan-Pieter Schotte (1928-2005) misionário e   cardeal da cúria romana .
- Patrick Lateur, poeta nascido em 1949.
- Julio Maria De Lombaerde, padre missionário nascido em 1878 e falecido em Alto Jequitibá, MG - Brasil em 1944. Concedido o título de Servo de Deus pelo Vaticano, está em processo de Beatificação e aguarda a Canonização para ser considerado santo pela Igreja Católica.

## Galeria

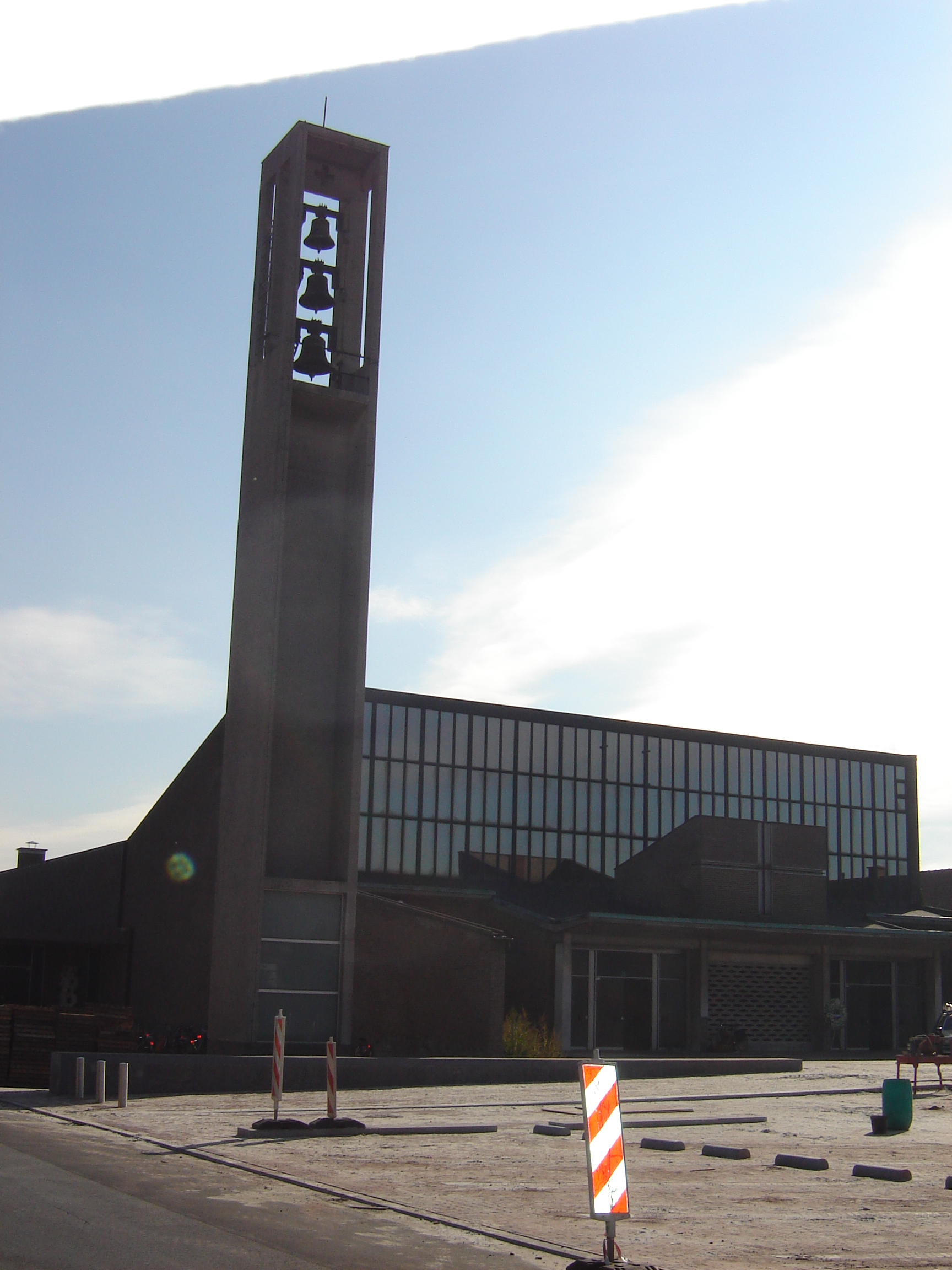
Igreja de Saint-Jean-Baptiste.
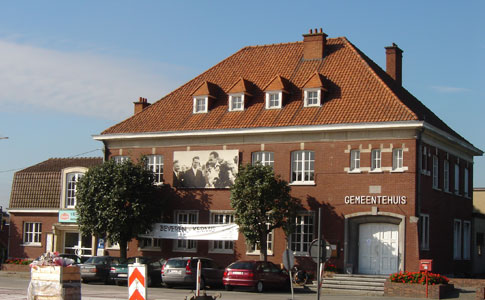
Casa comunal.
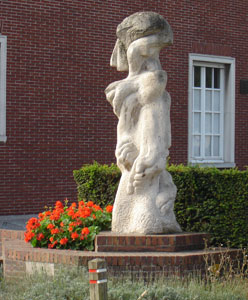
Obra de Willem Vermandere.
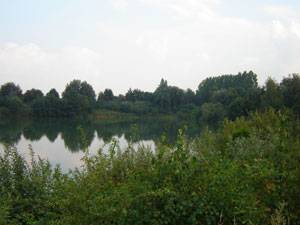
Vista da reserva natural De Zavelputten.